# قزل‌قلعه کورانلو
قزل‌قلعه کورانلو یکی از روستاهای استان آذربایجان شرقی است که در دهستان چاراویماق جنوب شرقی بخش شادیان شهرستان چاراویماق واقع شده‌است.این روستا ۱۸۵ نفر جمعیت دارد.